# إعلان براغ
إعلان براغ للوعي الأوروبي والشيوعية هو بيان استحدثته الحكومة التشيكية بتاريخ 3 يونيو 2008 ووقعه سياسيون أوروبيون بارزون وسجناء سياسيون سابقون ومؤرخون، منهم الرئيس التشيكي السابق فاتسلاف هافيل والرئيس الألماني المقبل يواخيم غاوك، في دعوة إلى «إدانة جرائم الشيوعية على الصعيد الأوروبي والتثقيف بشأنها». يحتوي جزء كبير من مضمون الإعلان على مطالب صاغها حزب الشعب الأوروبي في عام 2004، ويعتمد اعتمادًا كبيرًا على نظرية الشمولية أو مفهومها.
يُعتبر أبرز اقتراح طرحه الإعلان حتى اليوم هو اعتماد اليوم الأوروبي لإحياء ذكرى ضحايا الستالينية والنازية (المعروف باليوم الدولي للوشاح الأسود في بعض الدول)، والذي اعتمده الاتحاد الأوروبي ومنظمة الأمن والتعاون في أوروبا، باعتباره اليوم الدولي الرسمي لإحياء ذكرى ضحايا الأنظمة الشمولية. في 14 أكتوبر 2011، استحدثت حكومات مجموعة فيسيغراد وعدد من المؤسسات الحكومية الأوروبية والمنظمات غير الحكومية «نهج الذاكرة والضمير الأوروبيين»، وهو مشروع تثقيفي للاتحاد الأوروبي يهدف إلى التوعية بالجرائم الشمولية ومكافحة التعصب والتطرف والحركات المناهضة للديمقراطية، باعتباره مبادرة تقدمها الرئاسة البولندية إلى لاتحاد الأوروبي عقب القرارات التي اتخذها البرلمان الأوروبي ومجلس الاتحاد الأوروبي لدعم المشروع. استُشهد بالإعلان وثيقة مهمة في «تجريم الشيوعية» وتعزيز التفسيرات الشمولية للشيوعية في الفضاء السياسي الأوروبي.

## المؤتمر
اختُتم الإعلان بتنظيم مؤتمر الوعي الأوروبي والشيوعية، وهو مؤتمر دولي عُقد في الكونغرس التشيكي خلال الفترة من 2 إلى 3 يونيو 2008، واستضافته لجنة التعليم والعلوم والثقافة لحقوق الإنسان وطلباتها التابعة لمجلس الشيوخ، تحت رعاية ألكسندر فوندرا، نائب رئيس وزراء الجمهورية التشيكية للشؤون الأوروبية، ونظمته جانا هيباسكوفا عضو البرلمان الأوروبي والسيناتور مارتن ميستريك بالتعاون مع مكتب حكومة الجمهورية التشيكية ومعهد دراسة الأنظمة الشمولية ومؤسسة روبرت شومان التابعة لحزب الشعب الأوروبي.
تلقى المؤتمر المعني بالوعي الأوروبي والشيوعية رسائل دعم من الرئيس الفرنسي نيكولا ساركوزي والسيدة مارغريت تاتشر من المملكة المتحدة ووزير الخارجية الكندي جيسون كيني ومستشار الأمن القومي السابق للولايات المتحدة، زبيغنيو بريجنسكي.
أشارت الباحثة لور نيوماير إلى أن «المؤتمر استفاد من دعم حكومة توشك على تولي رئاسة الاتحاد الأوروبي ومن السلطة الأخلاقية للمعارضين السابقين».

## الإعلان
سبق صدور الإعلان جلسة استماع أوروبية عامة حول الجرائم التي ارتكبتها الأنظمة الشمولية. يُعتبر الإعلان جزءًا من عملية أشمل على الصعيدين الأوروبي والدولي، تسعى إلى تحقيق أهداف مماثلة لتلك الواردة في الإعلان.
تمحور الإعلان حول الدعوة إلى «تعميق الفهم الأوروبي بأنه يجب اعتبار الأنظمة الشمولية كوارث أساسية ساهمت في إفساد القرن العشرين». تلقى الإعلان ومقترحاته دعمًا من البرلمان الأوروبي، ولا سيما القرار الصادر في عام 2009 بشأن الوعي الأوروبي والشمولية، فضلًا عن دعم هيئات أخرى في الاتحاد الأوروبي وحكومات دول أوروبية متعددة متأثرة بالحكم الشمولي الشيوعي والاحتلال السوفيتي ودعم منظمة الأمن والتعاون الأوروبي.
دعا الإعلان إلى ما يأتي:
1. «التوصل إلى وعي أوروبي كامل بأنه يجب الحكم على كلا النظامين الشموليين النازي والشيوعي من سماتهما المروعة على أنهما نظامين مدمرين من خلال سياساتهما المتمثلة في التطبيق المنهجي لأشكال الإرهاب المتطرفة، وقمع جميع الحريات المدنية والبشرية، وافتعال الحروب العدوانية، والتي تُعتبر جزءًا لا يتجزأ من أيديولوجياتها، ما يسفر عن إبادة أمم ومجموعات سكانية وتهجيرها، وعلى هذا النحو، ينبغي تصنيفها على أنها أحد أبرز الكوارث التي عصفت بالقرن العشرين»
2. «الاعتراف بالجرائم المرتكبة باسم الشيوعية جرائم ضد الإنسانية واعتبار ذلك تحذيرًا للأجيال القادمة، بالطريقة ذاتها التي وصفت بها محكمة نورمبرغ الجرائم النازية»
3. «صياغة نهج مشترك فيما يتعلق بجرائم الأنظمة الشمولية، ومنها الأنظمة الشيوعية، وزيادة الوعي الأوروبي بالجرائم الشيوعية من أجل تحديد موقف مشترك واضح إزاء جرائم الأنظمة الشيوعية»
4. «استحداث تشريع يمكّن المحاكم من محاكمة مرتكبي الجرائم الشيوعية ومعاقبتهم وتعويض ضحايا الشيوعية»
5. «ضمان مبدأ المساواة في المعاملة وعدم التمييز بين ضحايا جميع الأنظمة الشمولية»
6. «ممارسة الضغط الأوروبي والدولي لإدانة الجرائم الشيوعية السابقة ومكافحة الجرائم الشيوعية المستمرة بفعالية»
7. «الاعتراف بالشيوعية جزءًا مروعًا لا يتجزأ من تاريخ أوروبا المشترك»
8. «قبول أن تقع مسؤولية التعامل مع الجرائم التي ترتكبها الشيوعية على عاتق عموم أوروبا»
9. «استحداث تاريخ 23 أغسطس، يوم التوقيع على ميثاق هتلر -ستالين، والمعروف بميثاق مولوتوف -ريبنتروب، باعتباره يومًا لإحياء ذكرى ضحايا الأنظمة الشمولية النازية والشيوعية، بالطريقة ذاتها التي تحيي بها أوروبا ذكرى ضحايا الهولوكوست في 27 كانون يناير»
10. «الاعتراف بالمواقف المسؤولة للبرلمانات الوطنية فيما يتعلق بالاعتراف بالجرائم الشيوعية باعتبارها جرائم ضد الإنسانية، ما يؤدي إلى سن التشريعات المناسبة، والرصد البرلماني لهذه التشريعات»
11. «المشاركة في نقاش عام فعال حول إساءة الاستخدام التجاري والسياسي للرموز الشيوعية»
12. «مواصلة جلسات الاستماع التي تعقدها المفوضية الأوروبية بشأن ضحايا النظم الشمولية، بغية تجميع بيان المفوضية»
13. «إنشاء لجان في الدول الأوروبية التي خضعت لحكم الأنظمة الشيوعية الشمولية، تتألف من خبراء مستقلين تُسند إليهم مهمة جمع المعلومات المتعلقة بانتهاكات حقوق الإنسان في ظل النظام الشيوعي الشمولي وتقييمها على الصعيد الوطني بهدف تحقيق التعاون الوثيق مع لجنة خبراء تابعة لمجلس أوروبا»
14. «توفير إطار قانوني دولي واضح فيما يتعلق بالوصول الحر وغير المقيد إلى المحفوظات التي تحتوي على معلومات عن جرائم الشيوعية»
15. «إنشاء معهد للذكرى والوعي الأوروبيين»
16. «تنظيم مؤتمر دولي بشأن الجرائم التي ترتكبها الأنظمة الشيوعية الشمولية بمشاركة ممثلي الحكومات والبرلمانيين والأكاديميين والخبراء والمنظمات غير الحكومية، على أن تُنشر النتائج في جميع أنحاء العالم قدر المُستطاع»
17. «تعديل كتب التاريخ الأوروبية المدرسية وتنقيحها ليتعلم الأطفال عن الشيوعية وجرائمها بنفس الطريقة التي تعلموا بها تقييم الجرائم النازية»
18. «النقاش المستفيض والشامل الأوروبي حول التاريخ الشيوعي وإرثه»
19. «الإحياء المشترك للذكرى السنوية لسقوط جدار برلين ومذبحة ميدان تيانانمين وعمليات القتل في رومانيا»

يستشهد الإعلان بقرار مجلس أوروبا رقم 1481 فضلًا عن «القرارات المتعلقة بالجرائم الشيوعية التي تبنتها العديد من البرلمانات الوطنية».

## الموقعون
من بين الموقعين المؤسسين لإعلان براغ:
- فاتسلاف هافيل، منشق سابق ورئيس تشيكوسلوفاكيا ورئيس الجمهورية التشيكية وأحد موقعي الميثاق 77
- يواخيم غاوك، المفوض الفيدرالي السابق لوكالة سجلات ستاسي ورئيس ألمانيا (2012-2017)، ألمانيا
- غوران ليندبلاد، نائب رئيس الجمعية البرلمانية لمجلس أوروبا وعضو برلمان، السويد
- فيتوتاس لاندسبيرغس، عضو في البرلمان الأوروبي ومنشق سابق ورئيس دولة ليتوانيا
- جانا هيباسكوفا، عضو في البرلمان الأوروبي وسفيرة الاتحاد الأوروبي في العراق منذ عام 2011، الجمهورية التشيكية
- كريستوفر بيزلي، عضو في البرلمان الأوروبي، المملكة المتحدة
- توني كلام، عضو في البرلمان الأوروبي ومنشق سابق، إستونيا
- جيري ليشكا، رجل دولة وعضو في مجلس الشيوخ ونائب رئيس مجلس الشيوخ في برلمان الجمهورية التشيكية
- مارتن ميجستريك، عضو في مجلس الشيوخ التشيكي
- يارومير شتيتينا، عضو في مجلس الشيوخ التشيكي
- إيمانويليس زنغيريس، عضو في البرلمان الليتواني ورئيس اللجنة الدولية لتقييم جرائم نظامي الاحتلال النازي والسوفيتي في ليتوانيا والرئيس الفخري السابق للجالية اليهودية الليتوانية
- تسيتن سامدوب تشوكيابا، ممثل الدالاي لاما عن أوروبا الوسطى والشرقية ورئيس مكتب جنيف للتبت.
- إيفونكا سورفيلا، زعيمة الحكومة في المنفى من بيلاروسيا، كندا.
- زيانون بازنياك، الرئيس السابق للجبهة الشعبية البيلاروسية ورئيس حزب المحافظين المسيحي للجبهة الشعبية البيلاروسية، الولايات المتحدة
- رازينا كراسنا، سجين سياسي سابق، الجمهورية التشيكية
- جيري سترانسكي، سجين سياسي سابق وكاتب والرئيس السابق لنادي شبكة التعليم ما بعد الثانوي الدولية، جمهورية التشيك
- فاتسلاف فاشكو، سجين سياسي سابق ودبلوماسي وناشط كاثوليكي، الجمهورية التشيكية.
- ألكسندر بودرابينيك، منشق سابق وسجين سياسي وصحفي، الاتحاد الروسي
- بافل زاتشيك، مدير معهد دراسة الأنظمة الشمولية، الجمهورية التشيكية